# Melek Tourhan
Titre
Sultane d'Égypte
19 décembre 1914 – 9 octobre 1917
(2 ans, 9 mois et 20 jours)
Melek Tourhan (arabe : نملك حسن طوران), née le 27 octobre 1869 à Constantinople (Empire ottoman) et morte le 4 février 1956 au Caire (Égypte), est l'épouse du sultan d'Égypte Hussein Kamal et à ce titre, sultane du 19 décembre 1914 au 9 octobre 1917.

## Biographie
Née à Istanbul le 27 octobre 1869,, Melek Tourhan était circassienne. Emine Foat Tugay, dont la mère, la princesse Nimet Mouhtar, était une amie de Melek Tourhan, l'a décrite comme « une Vénus de poche, minuscule mais parfaitement proportionnée, une jolie brune pleine de vie, dotée d'un grand charme ». Dans ses mémoires familiales, Tugay déclare que « dans son enfance, [Melek Tourhan] était délicate et on l'envoyait souvent passer quinze jours avec Neshedil Qadin [épouse du khédive Isma'il et mère de la princesse Nimet] dans l'air salubre de Zaaferan ».
Le père de Melek Tourhan, Hasan Tourhan Pasha, était capitaine dans la marine ottomane. Alors que Melek Tourhan n'était encore qu'un nourrisson, il l'a proposée à l'adoption afin d'améliorer son sort. Melek Tourhan a été adoptée par Jeshm Afet Hanim, la troisième épouse de Ismaïl Pacha, khédive d'Égypte.
Le 26 décembre 1886, elle épouse Hussein Kamal, le fils préféré du khédive, dont elle a trois filles : Kadria, Samiha et Badiha : Hussein Kamel n'était pas censé monter sur le trône lorsque Melek l'épouse. À la mort de son frère aîné, le khédive Tewfik, en 1892, son fils Abbas Hilmi II lui succède. Mais le Royaume-Uni, qui occupe alors l'Égypte, dépose Abbas et installe son oncle Hussein Kamel comme nouveau souverain. Les Britanniques donnent à Hussein Kamel le titre de sultan d'Égypte afin de souligner la fin du statut de l'Égypte en tant que vassal du sultan ottoman. En conséquence, Melek reçoit le titre de sultane.
Hussein Kamel traite Melek Tourhan avec respect et dévotion. Pendant son règne, Melek Tourhan reste discrète, à l'instar des autres consorts royaux qui l'ont précédée.
À la mort de Hussein Kamel en 1917, son seul fils survivant, le prince Kamal el Dine Hussein (né d'un précédent mariage), renonce à ses droits de succession et le trône revient à Fouad, le frère de Hussein Kamel. Le 11 octobre 1917, deux jours seulement après son accession au trône, Fouad publie un rescrit permettant à Melek Tourhan de conserver son titre de sultane. Lorsqu'un ordre de préséance officiel est établi pour le royaume d'Égypte en 1932, il publie un autre rescrit par lequel Melek Tourhan est placée en deuxième position après la reine Nazli Sabri dans l'ordre de préséance, et avant toutes les autres princesses de la famille royale. En tant que veuve, Melek Tourhan est davantage visible lors d'occasions officielles et de photographies, comme lors du mariage du roi Farouk en 1938. En 1923, en compagnie du prince héritier Léopold et de la reine Élisabeth de Belgique, Melek Tourhan visite la tombe nouvellement découverte de Toutânkhamon à Louxor. La presse occidentale de l'époque l'appelle souvent la sultane douairière, un titre qui n'a aucune valeur juridique en Égypte.
Melek ne s'est jamais remariée et a passé ses quatre décennies de veuvage à voyager avec ses esclaves en Europe, au Liban et à Louxor. Elle conserve son titre de sultane même après le couronnement du roi Farouk Ier. Sa résidence principale était son palais situé dans la banlieue du Caire, à Héliopolis. L'historien Samir Raafat décrit la veuve Melek comme une « sultane vieillissante [qui] tenait une cour dépassée à la turque dans son palais loufoque d'Héliopolis ».
Melek meurt au Caire le 4 février 1956, après avoir assisté à la révolution de 1952 et à l'abolition de la monarchie qui s'ensuit.